# Chorzyna
Chorzyna – wieś w Polsce położona w województwie łódzkim, w powiecie wieluńskim, w gminie Osjaków, przy drodze krajowej nr 74 z Wielunia do Piotrkowa Trybunalskiego.
| SIMC    | Nazwa     | Rodzaj    |
| ------- | --------- | --------- |
| 0708070 | Smugi     | część wsi |
| 0708087 | Tobułki   | część wsi |
| 0708093 | Żabieniec | część wsi |

W latach 1956–1959 wieś należała i była siedzibą władz gromady Chorzyna. W latach 1975–1998 miejscowość administracyjnie należała do województwa sieradzkiego obecnie należy do województwa łódzkiego.